# Labellum (insect)

Kop van een tweevleugelige (Muscomorpha).
1: labellum; 2: labium, 3: maxillaire palp, 4: labrum; 5: subgenaal gebied; 6: clypeus; 7: fronto-orbitaal gebied; 8: fronto-orbitale borstels; 9: buitenste verticale borstels; 10: binnenste verticale bortsels; 11: postocellaire borstels (postverticale bortsels in oude literatuur); 12: ocelli; 13: ocellaire borstels; 14: samengesteld oog; 15: Frontale groef of ptilinal suture; 16: antenne; 17: arista; 18: vibrissa.

In de entomologie wordt de term labellum op verschillende en deels tegenstrijdige manieren gebruikt, waarvan er één is, die verwijst naar een verlenging van het labrum dat de basis van het rostrum van bepaalde kevers en halfvleugeligen bedekt.
Tegenwoordig wordt de term het meest gebruikt bij de anatomie van de monddelen van tweevleugeligen, met name die waarbij het labium het grootste deel van de proboscis vormt, zoals bij de echte vliegen. Meestal wordt het labium distaal uitgebreid tot een paar vlezige labella. In het begin van de twintigste eeuw werd betoogd dat de labella de gemodificeerde labiale palpen zijn, en dat standpunt wordt nog steeds als waardevol beschouwd. Bij muggen, die lange antennes hebben, zijn de labella twee afzonderlijke organen, die alleen aan hun basis aan de proboscis zijn bevestigd, maar bij vliegen met korte antennes, zoals de huisvlieg, zijn ze min of meer gefuseerd tot een enkele structuur. Vliegen met gefuseerde labella hebben voedselkanalen in het oppervlak van de labella. Dit worden pseudotracheae genoemd. Ze vormen het "sponsachtige" deel van de "tong" van een huisvlieg.